# Harden (cráter)

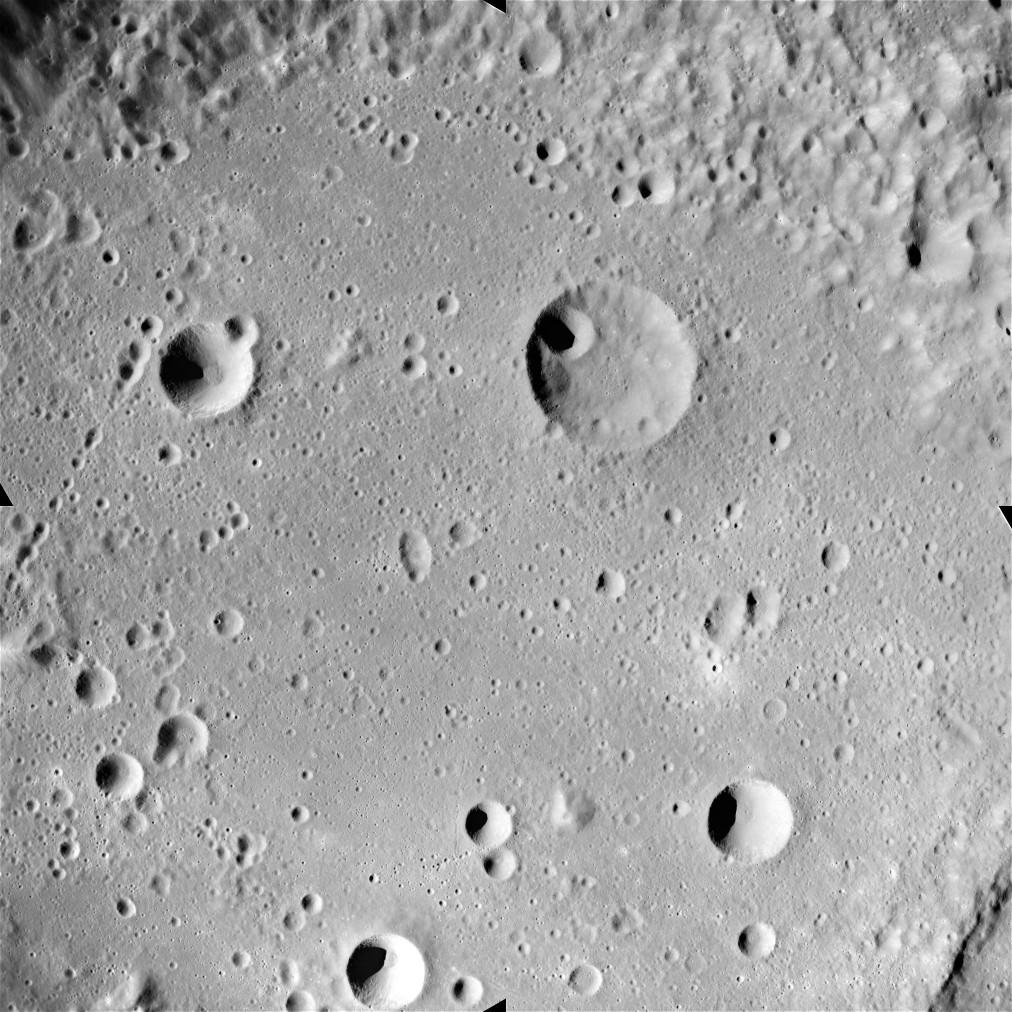
Fotografía de la misión Apolo 16. Harden, abajo a la derecha.

Harden es un pequeño cráter de impacto lunar que se encuentra en la parte oriental de la llanura amurallada del cráter Mendeleev. Se localiza en la cara oculta de la Luna, por lo que no es visible desde la Tierra.
El cráter es circular, en forma de cuenco y con un albedo un poco más alto que el del terreno circundante, pero carece de la falda de materiales eyectados más brillantes que poseen muchos otros impactos recientes. El borde y el interior no han sido prácticamente erosionados, y carece de cráteres importantes producidos por impactos posteriores. Al sureste de este cráter, cubriendo el borde de Mendeleev, aparece el gran cráter Schuster.
|  |  |